# Nutrición Hospitalaria (revista)
Nutrición Hospitalaria es la revista científica de las ciencias de la salud fundada en 1986 por la Sociedad Española de Nutrición Parenteral y Enteral (SENPE), cuyo contenido abarca los campos de las ciencias de la nutrición y de la alimentación. 
Es la revista Iberoamericana con mejor posición en el Journal Citation Report (JCR), datos publicados en 2011, del Instituto para la Información Científica (Institute for Scientific Information, ISI), propiedad de la empresa Thomson Reuters) en la categoría de Nutrition & Dietetics.
Es el órgano oficial de expresión de las siguientes sociedades e instituciones: Sociedad Española de Nutrición Parenteral y Enteral (SENPE), Centro Internacional Virtual de Investigación en Nutrición (CIVIN), Federación Latino Americana de Nutrición Enteral y Parenteral (FELANPE), Federación Española de Sociedades de Nutrición, Alimentación y Dietética (FESNAD) y Sociedad Española de Nutrición (SEN).

## Historia
Nutrición Hospitalaria nace como continuación del Boletín de SENPE (1981-1983) y de la Revista de SENPE (1984-1985). A lo largo de sus veinticinco años de existencia ha ido adaptándose a los ritmos y exigencias marcados por la comunidad científica y las tendencias de los procesos editoriales.
En 1990, la revista es incluida en el incluida en el Index Medicus y en la base de datos bibliográfica MEDLINE (U.S. National Library of Medicine). En 2001, es incluida en IBECS (Índice Bibliográfico Español de Ciencias de la Salud); desde este mismo año, a través de su página web, se puede acceder de manera libre, permanente y gratuita al texto completo de todos sus artículos. En el año 2003, fue admitida en la colección SciELO (Scientific Electronic Library Online). En 2006, fue incluida en la base de datos de Science Citation Index Expanded (SciSearch) y en Journal Citation Reports/Science Edition.
En 2011, la Fundación Española para la Ciencia y Tecnología (FECYT) otorgó a Nutrición Hospitalaria el certificado de Revista Excelente tras haber superado con éxito el proceso de evaluación de la calidad de revistas científicas españolas llevado a cabo por esta institución.

## Objetivos
Revista científica sobre las ciencias de la nutrición y de la alimentación, destinada a fomentar, comunicar y difundir el progreso y el desarrollo científico de estas áreas del conocimiento, siendo un instrumento de transmisión de la información entre los profesionales de las ciencias de la salud.

## Secciones
Además de la tipología documental más usual en el campo de las ciencias de la salud: «originales» (experimentales o clínicos), «revisiones» y «artículos de opinión», la revista publica «editoriales», «cartas científicas», «crítica de libros», «reseñas» y cuanta información resulte pertinente sobre temas relacionados con el campo de la nutrición y la alimentación.

## Indización
- Bases de datos bibliográficas donde se indiza: Aidsline, Cancerlit, Chemical Abstracts, CINAHL, CUIDATGE, IBECS, IBIDS, Índice Médico Español, ISI Web of Knowledge, Cochrane BVS, EMBASE (Excerpta Médica), ENFISPO, JCR Science Edition, La Biblioteca Cochrane Plus, MEDES, MEDLINE (Index Medicus), SCOPUS, The Cochrane Library, Toxline, VenceNUTRICION.
- Colecciones de revistas donde se recoge: Dialnet, DOAJ, E-LIS, Latindex, SciELO.

## Datos bibliométricos
Algunos de los principales datos bibliométricos de visibilidad de la revista, desde que figura en el Journal Citation Reports hasta el año 2016, pueden ser consultados en la tabla, al igual que el Índice del Scimago Journal & Country Rank:
| Indicador                       | 2008  | 2009  | 2010  | 2011  | 2012  | 2013  | 2014  | 2015  | 2016  |
| ------------------------------- | ----- | ----- | ----- | ----- | ----- | ----- | ----- | ----- | ----- |
| Factor de impacto               | 1,096 | 1,065 | 0,926 | 1,120 | 1,305 | 1,250 | 1,040 | 1,497 | 0,747 |
| Factor de impacto sin autocitas | 0,508 | 0,546 | 0,548 | 0,665 | 0,580 | 0,594 | 0,577 | 0,667 | 0,605 |
| Índice de inmediatez            | 0,154 | 0,144 | 0,048 | 0,123 | 0,149 | 0,110 | 0,163 | 0,263 | 0,091 |
| Índice SJR                      | 0,274 | 0,295 | 0,245 | 0,262 | 0,323 | 0,368 | 0,414 | 0,392 | 0,381 |

## Proceso editorial
Los órganos de dirección de la revista son: director, redactor jefe, equipo de coordinación del comité de redacción, comité de redacción y el consejo editorial iberoamericano. 
La presentación de manuscritos a la revista se realizará a través del portal Web. Los artículos están sujetos a revisión por pares como método de control de la calidad y veracidad de los contenidos. Siendo rechazado en el proceso editorial al menos uno de cada tres artículos recibidos. Más del 50% de lo publicado es contenido original.
Para evitar la endogamia de este proceso editorial, los revisores miembros de los órganos de redacción están muy por debajo del 50% de los revisores de la revista. A su vez, menos de 1/3 del los componentes de los órganos de redacción son externos a la sociedad propietaria de la revista, la SENPE.
En cuanto al número de artículos publicados, Nutrición Hospitalaria se sitúa en el lugar 16 de 72 revistas internacionales de la categoría Nutrition & Dietetics. A nivel español ocupa, en esta clasificación en el año 2012, el puesto 6 de 73.